# قائمة مدربي باريس سان جيرمان

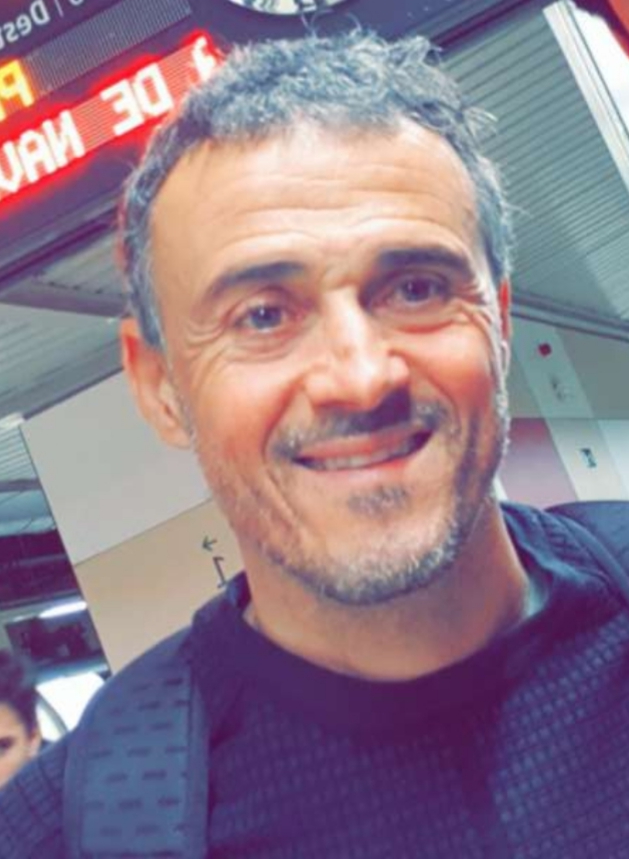
لويس إنريكي المدرب الحالي للفريق

نادي باريس سان جيرمان لكرة القدم (بالفرنسية: Paris Saint-Germain Football Club)‏ ويعرف اختصاراً باسم باريس سان جيرمان (بالفرنسية: Paris Saint-Germain)‏ هو نادي كرة قدم فرنسي تأسس في 12 أغسطس 1970 بعد دمج كل من نادي باريس الذي تأسس في عام 1969 ونادي سان جيرمان الذي تأسس في عام 1906، يقع مقره في مدينة باريس الفرنسية.
وصل الفريق للدوري الممتاز بعد 4 أعوام من تأسيسه. وفاز النادي بثلاثين بطولة محلياً وقارياً. محلياً، فاز باريس ببطوبة الدوري الفرنسي الدرجة الأولى 10 مرات، الدوري الفرنسي الدرجة الثانية مرة واحدة، وبكأس فرنسا 14 مرة، وببطولة كأس الأبطال الفرنسي 10 مرات، وببطولة كأس الرابطة الفرنسية 9 مرات. بينما على الصعيد الدولي، فاز باريس بكل من كأس الكؤوس الأوروبية وكأس إنترتوتو مرة واحدة. ويعتبر أحد أنجح الأندية الفرنسية، وواحد من ثلاث فرق فرنسية فقط، التي استطاعت الفوز بألقاب أوروبية، مع كل من نادي مرسيليا وأولمبيك ليون. كما أنه أكثرها تتويجاً بالألقاب بـ45 لقب.
يلعب الفريق مبارياته الرسمية على ملعب ملعب بارك دي برانس (بالفرنسية: Parc des Princes)‏ والذي يعرف باسم ملعب الأمراء، الذي تبلغ السعة الأجمالية للمتفرجين حوالي 45.127 متفرج. ويطلق على باريس لقب (بالفرنسية: Les Rouges et Bleus)‏ والذي يعني الحمر والزرق، ولهذا فإن اللون الأزرق هو اللون الأساسي لقمصان الفريق، بينما الأحمر هو اللون الاحتياطي. أيضاً باريس هو صاحب أعلى حضور جماهيري في الملاعب الفرنسية بعد نادي مارسيليا
يتشارك كل من الفريق الباريسي ونادي مرسيليا في الشعور العدائي بينهم في مجال كرة القدم، فتعتبر مباريات الفريقين من أشهر ديربيات كرة القدم في فرنسا، وتعرف باسم لو كلاسيك (بالفرنسية: Le Classique)‏ أي الكلاسيكو.
في عام 2011 اشترى جهاز قطر للاستثمار النادي الباريسي، مما جعله من أغنى أندية العالم. يرأس النادي حالياً ناصر الخليفي، ويدرّبه الألماني توماس توخل منذ يوليو 2018.

## قائمة المدربين
| ترتيب | الاسم                        | الفترة                    |
| ----- | ---------------------------- | ------------------------- |
| 1     | بيير فيليبون                 | 1970-1972                 |
| 2     | روبرت فيكوت                  | 1972-1973                 |
| 3     | روبرت فيكوت وجاست فونتين     | 1973-1975                 |
| 4     | جاست فونتين                  | 1975-1976                 |
| 5     | فيلبور فوزافيتش              | 1976 - مايو 1977          |
| 6     | إيلجا بانتوفيتش بيير ألونسو  | مايو 1977                 |
| 7     | جيان-ميشيل لاركي             | 1977-1978                 |
| 8     | بيير ألونسو                  | سبتمبر - نوفمبر 1978      |
| 9     | فيلبور فيسافيتش              | نوفمبر 1978 - أكتوبر 1979 |
| 10    | بيير ألونسو وكامي شوكير      | أكتوبر 1979               |
| 11    | جورج بيروش                   | نوفمبر 1979-1983          |
| 12    | لوسيان لوديك                 | 1983 - أبريل 1984         |
| 13    | جورج بيروش                   | أبريل 1984-مارس 1985      |
| 14    | كريستيان كوست                | أبريل 1985                |
| 15    | جيرارد هولييه                | 1985 - أكتوبر 1987        |
| 16    | أريك مونبيرست                | أكتوبر 1987 - فبراير 1988 |
| 17    | أريك مونبيرست وجيرارد هولييه | فبراير-يونيو 1988         |
| 18    | توميسلاف إيفيتش              | 1988-1990                 |
| 19    | هينري ميتشل                  | 1990-1991                 |
| 20    | أرتور جورج                   | 1991-1994                 |
| 21    | لويس فيرنانديز               | 1994-1996                 |
| 22    | ريكاردو غوميز وجويل باتس     | 1996-1998                 |
| 23    | ألان جيراس                   | يونيو-أكتوبر 1998         |
| 24    | أرتور جورج                   | أكتوبر 1998 - مارس 1999   |
| 25    | فيليب بيرغيرو                | مارس 1999 - ديسمبر 2000   |
| 26    | لويس فيرنانديز               | ديسمبر 2000-2003          |
| 27    | وحيد خليلهودزيتش             | 2003-فبراير 2005          |
| 28    | لوران فورنييه                | فبراير-ديسمبر 2005        |
| 29    | جي لاكومب                    | ديسمبر 2005-يناير 2007    |
| 30    | بول لوجوين                   | يناير 2007-2009           |
| 31    | أنطوان كومباريه              | 2009-ديسمبر 2011          |
| 32    | كارلو أنشيلوتي               | ديسمبر 2011-2013          |
| 33    | لوران بلان                   | 2013-2016                 |
| 34    | أوناي إيمري                  | 2016-2018                 |
| 35    | توماس توخيل                  | 2018-2020                 |
| 36    | ماوريسيو بوتشيتينو           | 2021–2022                 |
| 37    | كريستوف غالتيير              | 2022 – يوليو 2023         |
| 38    | لويس إنريكي                  | يوليو 2023 - الآن         |